# 岡部好
岡部 好（おかべ こう、1957年 - ） は、日本の写真家。特にロック、ワールドミュージックを中心とした音楽写真を撮影している。

## 略歴
1957年東京都足立区に生まれる。
中学生のとき、部員不足で廃部になりかけていた写真部にクラスメートのたっての頼みで入部したことをきっかけに、モノクローム写真の面白さにとりつかれ、また音楽も好きであったことから、関東第一高等学校在学中の頃から、都内のライブハウスなどで親しくなったアマチュアバンドの写真などを撮り始める。
20歳で、フォーク・デュオ『古井戸』を被写体とした写真集『Fluid』発表。その少し前から、仲井戸麗市(CHABO)の誘いにより、当時、渋谷のライブハウス『屋根裏』を拠点に活動していたRCサクセションの撮影を始める。
偶然にも、当時のRCサクセションのギタリスト小川銀次は、小学校の同級生だった。
22歳で、RCサクセションがブレイク。その直前の屋根裏時代のRCを精力的に撮影していた岡部の写真が、ロック雑誌『ロッキンf』の編集長の目にとまったことがきっかけで、プロ写真家となった。
以後、ザ・ストリート・スライダーズ、ラフィン・ノーズ、織田哲郎など、80年代を代表するバンドやミュージシャンのオフィシャルカメラマンをつとめる一方、ロッキンf、ギターマガジン、キーボードマガジン、プレイヤーなどのロック雑誌を中心に、主要新聞、一般誌など多くの媒体で、ライブ写真やインタビュー撮影などで活動していた。
1985年以後、韓国のサムルノリやファドのアマリア・ロドリゲス、さらにタンゴのアストル・ピアソラなどの来日公演などをきっかけに、ワールドミュージックにも傾倒し、ブラジル、アフリカ、アジア、さらには伝統邦楽にまで至るワールドワイドなアーティストたちのライブや肖像を撮影し続けている。
2005年以後、ポルトガル、イギリス、チェコなどで個展を開催。海外の音楽祭の公式写真家をつとめるなど、海外での活動も行っている。
また、2002年には、22年にわたって撮影してきた忌野清志郎の写真集『清志郎』を発表し、沖縄・東京で写真展を開催している。

## 写真集
- 『Fluid』、1977年
- 『Julliette Gréco』 Actes Sud/Leméac, France（1998年）
- 『清志郎』情報センター出版局 (2002年）ISBN 4795821739

## 詳細・エピソード
- 写真や美術の本格的な教育を受けたことがないが、絶対音感にも似た構図感覚があり、構図が悪いと、比喩ではなく「気持ちが悪くて」シャッターが切れない。[1]　また、構図の悪い映画などを見続けると、本当に気分が悪くなる。

- ずばぬけた動体視力と反射神経を持っており、精神を集中すると、プレイヤーの激しい動きなどがスローモーションで見える。そのため、ライブ写真であるにもかかわらず、常に狙ってシャッターを切ることができるため、撮影枚数は比較的少なく、自称「日本でいちばんシャッターを切らないカメラマン」[1]。一方、撮影した瞬間は完全に見えているため、「まぐれ」もない。

- 忌野清志郎曰く「俺と同じような奴が写真をとってるな、と思ってたんだ」[1]。

- 織田哲郎曰く「ライブの空気を切り取る事に関しては定評がある男だ。愛すべき大変人である」。[2]

- 漢字に弱く、中島みゆきから「間違えた漢字を書くぐらいなら、ひらがなで書いた方がよい」と忠告され、以後、それを忠実に守っているらしい。

- 『屋根裏』時代、雪のきれいな日に、その美しさに感動して自分のカメラをポスターカラーで白く塗った[3]り、買ってきた白いスニーカーが「小学生の運動会みたいだったので」片方を赤く塗る[4]など、独特のファッションセンスがあるという。

- 年齢に比べて非常に童顔であり、しかも人見知りする傾向があるため、初対面の人に、アシスタントや駆け出しのカメラマンに間違えられることがよくあるらしい。